# Nächste Ausfahrt Glück – Der richtige Vater
Nächste Ausfahrt Glück – Der richtige Vater ist ein deutscher Fernsehfilm aus dem Jahr 2022. Die Erstausstrahlung erfolgte am 13. März 2022 im ZDF, nachdem er bereits seit Anfang März 2022 in der ZDF Mediathek verfügbar war. Der Film ist die dritte Folge der seit 2021 im Rahmen der ZDF-Herzkino-Reihe ausgestrahlten Filmreihe Nächste Ausfahrt Glück.

## Handlung
Getrieben von dem Gedanken, der Vater von Paul, dem ältesten Sohn seiner Jugendfreundin Katharina zu sein, bleibt Juri Hoffmann in seiner Heimatstadt Eisenach, anstatt in seine Wahlheimat Kanada zurückzukehren.
Tatsächlich stellt sich heraus, dass Juri der Vater von Paul ist und Paul, der gerade seine eigene Arztpraxis in Eisenach eröffnet hat, reagiert sehr verstört auf diese Information.
Juri hat weiterhin Probleme mit seinem demenzkranken Vater, der sich in seinem Haus verschanzt, weil er sich die Gefahr einer "imperialistischen Invasion" einbildet.

## Hintergrund
Der dritte und vierte Teil der Filmreihe wurden gemeinsam im Herbst 2021 im thüringischen Eisenach und Umgebung sowie in Berlin und Brandenburg gedreht.

## Rezeption

### Kritiken
TV Spielfilm befand „die Story seicht, die Charaktere stereotyp“.
Rainer Tittelbach lobte bei tittelbach.tv hingegen: „...das Personal ist reichhaltig, aber überschaubar, vielfältig, aber nicht zu übertrieben auf Kontrast gebürstet, und vor allem sind die Figuren untereinander realistisch vernetzt, [...] ein 1A-Cast, und auch die Macher gehören nicht zu den üblichen „Herzkino“-Verdächtigen.“

### Einschaltquoten
Die Erstausstrahlung des Films am 13. März 2022 im ZDF erreichte 5,01 Millionen Zuschauer, was 16,0 Prozent Marktanteil bescherte.